# Hvide-ætten
Hvide-ætten fue una estirpe de nobles de Selandia que en el siglo XII tomaron relevancia compitiendo con otra poderosa familia, los Thrugotsen-ætten por el poder real en Dinamarca. El primer referente y fundador del clan fue Skjalm Hvide. Su poder se extendía a otras islas danesas y Escania y su capital política estaba en Jørlunde.
Los Hvide pertenecía a las familias más reputadas, y Saxo Grammaticus escribió sobre ellos. Apoyaron a Valdemar I de Dinamarca, quien fue educado en la corte de Asser Rig Hvide de Fjenneslev con el hijo de Asser, Absalón, que se convirtió en su amigo y hombre de confianza. Fundaron el Monasterio de Sorø y desde entonces el municipio de Sorø estuvo muy vinculado al clan.